# ブレイトンサイクル
ブレイトンサイクル（英: Brayton cycle）は、断熱圧縮、等圧加熱、断熱膨張、等圧冷却から構成される熱力学サイクルであり、ジュールサイクルとも呼ばれる。
当初は、ピストン・シリンダ方式のガス機関のサイクルとして実現されたが、現在では、等圧燃焼ガスタービン機関の理論サイクルとして用いられている。

## 歴史
等圧燃焼のガスタービン機関のサイクルは、もとは英国の技術者ジョン・バーバー（en）が1791年に提案して特許取得したものであるが、実際に該当する熱機関を作ったのはアメリカの技術者ジョージ・ブレイトン（en）であり、彼の名にちなんでブレイトンサイクルと呼ばれている。
ジョージ・ブレイトンは、1872年に「Ready Motor」と名づけた往復動式定圧燃焼機関の特許を申請した。その熱機関はピストン・シリンダ式の圧縮機と膨張機で構成されていた。気化器でガスと空気の混合気を作り、それを圧縮機で圧縮してリザーバー・タンクに溜める。それを膨張機に導き、膨張機へ入る直前でパイロット火炎により点火燃焼させて、膨張機で仕事を取り出す。膨張機はクランク軸を介して圧縮機に繋がり、圧縮機を駆動して残りの仕事が出力として取り出された。当初は石炭ガスを燃料としたが、後には灯油等の石油系燃料を使用した。揚水ポンプ、製粉、さらには船舶の推進などの用途に用いられた。また、1878年にジョージ B. セルデンはブレイトンの熱機関で駆動される四輪自動車を開発した。
ブレイトンサイクルという名称は、近年ではガスタービン機関の理論サイクルを表すのに用いられている。単純なガスタービン機関は、回転翼式の圧縮機とタービンおよび燃焼器で構成されており、ブレイトンの熱機関と同じブレイトンサイクルを行う。また、ターボジェット、ターボファンなどのジェット機関もブレイトンサイクルであり、空気取入れ口ディフューザが圧縮機前段の役割を担い、推力用ノズルがタービン後段の役割を担っている。

## 単純サイクル
単純なブレイトンサイクルの P–v 線図および T–s 線図を図 1 、2 に示す。図の番号は次の機器(状態変化)に対応している。
- 1 → 2 : 圧縮機 (断熱圧縮)
- 2 → 3 : 燃焼器 (等圧加熱)
- 3 → 4 : タービン (断熱膨張)

図 1. 単純ブレイトンサイクルの p–v 線図

図 2. 単純ブレイトンサイクルの T–s 線図

- 4 → 1 : 大気中への排気と給気 (等圧冷却)

比熱一定の理想気体の可逆変化を仮定することにより、各点の状態量は下表のように求まる。ただし、{\displaystyle \kappa =c_{p}/c_{v}} は定圧比熱と定積比熱の比であり、空気等の 2 原子分子気体では ほぼ 1.4 である。また、パラメータ {\displaystyle \phi } は圧力比と呼ばれる。
| | 圧力                       | 比体積                                         | 絶対温度                                                |
| --- | -------------------------- | ---------------------------------------------- | ------------------------------------------------------- |
| 1 | {\displaystyle p_{1}}      | {\displaystyle v_{1}}                          | {\displaystyle T_{1}}                                   |
| 2 | {\displaystyle p_{1}\phi } | {\displaystyle v_{1}/\phi ^{1/\kappa }}        | {\displaystyle T_{1}\phi ^{(\kappa -1)/\kappa }}        |
| 3 | {\displaystyle p_{1}\phi } | {\displaystyle v_{1}\sigma /\phi ^{1/\kappa }} | {\displaystyle T_{1}\sigma \phi ^{(\kappa -1)/\kappa }} |
| 4 | {\displaystyle p_{1}}      | {\displaystyle v_{1}\sigma }                   | {\displaystyle T_{1}\sigma }                            |
| {\displaystyle \phi =p_{2}/p_{1}} 、 {\displaystyle \sigma =T_{3}/T_{2}} 、 {\displaystyle \kappa =c_{p}/c_{v}=1.40} |                            |                                                |                                                         |

このサイクルの単位質量あたりの加熱量 {\displaystyle q_{\mathrm {h} }}、放熱量 {\displaystyle q_{\mathrm {l} }}、得られる正味の仕事 {\displaystyle w} および熱効率 {\displaystyle \eta } は下記のとおりとなる。
{\displaystyle q_{\mathrm {h} }=c_{p}(T_{3}-T_{2})=T_{1}(\sigma -1)\phi ^{(\kappa -1)/\kappa }\,}
{\displaystyle q_{\mathrm {l} }=c_{p}(T_{4}-T_{1})=T_{1}(\sigma -1)\,}
{\displaystyle w=q_{\mathrm {h} }-q_{\mathrm {l} }=T_{1}(\sigma -1)\{\phi ^{(\kappa -1)/\kappa }-1\}\,}
{\displaystyle \eta ={\frac {w}{q_{\mathrm {h} }}}=1-{\frac {1}{\phi ^{(\kappa -1)/\kappa }}}\,}
熱効率は、上式のように圧力比 {\displaystyle \phi } に大きく依存し、圧力比の上昇と共に向上するので、圧力比を上げることが第一の課題となるが、それには以下のような問題が生じる。

図 3. 高圧力比のブレイトンサイクル

実際のガスタービン機関では、燃焼ガスにさらされるタービン翼の高温強度上の制約により、タービン入口のガス温度 {\displaystyle T_{3}} が制限される。タービン入口温度を一定に保って圧力比を上昇させたときの、p-v 線図を図 3 に示す。圧力比が上昇すると 1234 のサイクルが 12'3'4' となり、圧縮後 2' の空気温度が高くなるので、燃焼器バーナーでの燃料噴射量を減らして単位空気量あたりの加熱量を減らさざるを得なくなる。このため、圧力比がある程度高くなると、圧力比の上昇と共に単位空気量あたりの仕事量(p-v線図の面積)が減少する。これは所要出力に対する設備費の増大をきたすことになり、経済的メリットが低下する。
また、高い圧力比では圧縮機高圧段の翼列の直径が小さくなり、翼端とケーシング間のギャップからの空気漏洩による損失が大きくなる。このため圧縮機の効率が低下し、結果的に全体の熱効率が低下する。一般的なガスタービン機関では、圧力比は概ね 11～16 の範囲の値となっている。

## 再熱および圧縮機中間冷却
ブレイトンサイクル(ガスタービン機関)の出力は次の方法で増加させることが可能である。

### 再熱サイクル

図 4. 再熱ブレイトンサイクル

タービンを複数に分割して膨張途中のガスを別の燃焼器(再熱器)に導き、再度燃料を噴射して燃焼加熱(再熱)して温度を上昇させて、次のタービンへ入れる。この再熱サイクルの p–v 線図の例を図 4 に示す。サイクルは 123ab4' の経路をたどる。図の ab が再熱器内の等圧加熱であり、ab4'4 で囲まれる面積が単位質量あたりの仕事増加量となる。理想的には再熱圧力を {\displaystyle p_{\mathrm {a} }={\sqrt {p_{3}p_{4}}}} に選ぶとき、仕事増加量が最大となる。
ジェットエンジンでは、低圧タービンの代わりにノズルが用いられるが、一時的な推力増大の目的で用いられるアフターバーナーは再熱器の一種である。

### 圧縮機の中間冷却

図 5. 中間冷却再熱ブレイトンサイクル

圧縮機を複数に分割して圧縮途中の空気を中間冷却器に導いて(または、水スプレーにより）冷却し、比体積を減少させた上で次の圧縮機へ入れる。この中間冷却(再熱)サイクルの p-v 線図例を図 5 に示す。サイクルは 1cd2'3ab4' の経路をたどる。図の cd が中間冷却器内の等圧冷却であり、圧縮機では cd2'2 で囲まれる面積に相当する所要仕事量が削減されるので、結果的に出力の増加となる。
水をスプレーする場合は、冷却効果に加えて、(水蒸気を含めた)燃焼ガス量の増加となり、タービン出力が増加する効果もある。
再熱サイクルおよび圧縮機の中間冷却は断熱変化を等温変化に近づけることになる。これを多段に行えば、
- 圧縮機＋多段中間冷却(等温圧縮)
- 再生器(等圧加熱)
- タービン＋多段再熱(等温膨張)
- 再生器(等圧冷却)、

となり、エリクソンサイクルに近づく。

## 再生サイクル

図 6. 再熱再生ブレイトンサイクル

通常、ガスタービンの排気の温度は比較的高く、特に再熱や圧縮機中間冷却を行う場合は、圧縮機出口(燃焼器入口)温度より高温となる場合が多い。このような場合は、タービンの排気の熱の一部を回収して、燃焼器に入る前の圧縮空気を予熱することができ、大幅な熱効率改善が可能となる。もとのサイクルで廃棄する熱を利用して必要な加熱量を削減したサイクルを、再生サイクルという。
再生サイクル(再熱再生サイクル)の説明図 (T–s 線図)を図 6 に示す。
図の番号(記号)は下記の機器(状態変化)に対応している。
- 1 → 2 : 圧縮機 (断熱圧縮)
- 2 → e : 再生器 (等圧加熱)
- e → 3 : 燃焼器 (等圧加熱)
- 3 → a : 高圧タービン (断熱膨張)
- a → b : 再熱器 (等圧加熱)
- b → 4 : 低圧タービン (断熱膨張)
- 4 → f : 再生器 (等圧冷却)
- f → 1 : 大気中への排気と給気 (等圧冷却)

再生の有無は線図上のサイクルの形状には影響しないが、燃焼器および排気・給気の一部を再生器(一種の熱交換器)が受け持つことになる。排気の 4f の冷却で得られる熱量を回収して、圧縮空気を 2e の予熱に利用できる可能性がある。再生器として向流型の熱交換器を用いれば、理想的には {\displaystyle T_{\mathrm {e} }=T_{4}}、 {\displaystyle T_{\mathrm {f} }=T_{2}} となることが期待できるが、現実には  {\displaystyle T_{\mathrm {e} }<T_{4}}、 {\displaystyle T_{\mathrm {f} }>T_{2}} となる。
再生サイクルで得られる仕事量は元のサイクルと同じであるにもかかわらず、必要な加熱量が {\displaystyle c_{p}(T_{\mathrm {e} }-T_{2})} だけ減少するので、熱効率はその分だけ向上する。

## 開放ブレイトンサイクル
開放ブレイトンサイクルは、サイクル内で燃料を燃焼させ、その燃焼ガスでタービンを回す内燃機関である。
特徴
- 直接燃焼ガスをタービンで利用するため、熱交換器による損失が無い。
- タービンに腐蝕性の燃焼ガスに耐える素材が必要である。

また、燃焼用空気の取入れ質量が吸気温度上昇や大気圧力の減少と共に減少し、軸出力の減少につながる。そのため、定置用途では高温時の吸気冷却・大気圧の低い高地での出力設定の補正、移動用途では出力低下に対応した運用が行われる。

### 軸・蒸気出力可変サイクル
軸・蒸気出力可変サイクルは、排熱ボイラーで発生させた、蒸気を燃焼ガスと共にタービンに吹き込み、軸出力を増加させるものである。蒸気・軸出力の発生割合を変化させることができるため、コジェネレーションにおいて用いられている。
純水の使用量が多くなる欠点がある。
- チェンサイクル : 過熱蒸気を燃焼器へ吹き込むものである。
- 二流体サイクル : 飽和蒸気と圧縮機より抽気した高温の圧縮空気とを混合して、燃焼器へ吹き込むものである。

## 密閉ブレイトンサイクル
密閉ブレイトンサイクルは、燃料の燃焼で間接的に熱交換器でサイクル内の動作流体を加熱しタービンを回す外燃機関である。
利点
- 動作流体を非腐食性のものにすることによって、タービンの素材の選択の幅が広くなる。
- 動作流体を密度の大きなものとすることで小型化が可能となる。
- サイクル内の動作流体の量を変化させることで、効率低下の少ない出力調整が可能である。

欠点
- 冷却水が必要で、付加装置も多く複雑な構成となる。
- 間接的に熱するため、燃焼ガスの圧力を利用できないなど、熱交換器での損失がある。
- 熱交換器があり熱容量が大きくなるため、開放サイクルに比べて始動時間が長くなる。

ピーク時用の大規模定置型発電として1940年代 - 1960年代まで使用されていたことがあったが、耐食性素材の進歩により使用されなくなった。また、ガス冷却原子炉で発生させた高温ガスでタービンを回すものが、2005年現在要素実験段階である。

## 半密閉ブレイトンサイクル
半密閉ブレイトンサイクルは、開放ブレイトンサイクルの排熱で密閉ブレイトンサイクルを動作させるものである。動作流体として腐食性の強い燃焼ガスが使用され、熱交換器が多く冷却水も必要となるなど、双方の欠点をあわせ持つものであった。
1950年代に実験的に発電に使用されたが、タービン素材の進歩により入口温度を上昇させることで排気温度が上昇し、蒸気タービンとのコンバインドサイクルが可能となって用いられなくなった。